# Leung Chin Yu
Leung Chin Yu (en chino: 梁千雨; 30 de septiembre de 2004) es un deportista hongkonés que compite en esgrima, especialista en la modalidad de florete. Ganó una medalla de bronce en el Campeonato Mundial de Esgrima de 2023, en la prueba por equipos.

## Palmarés internacional
| Campeonato Mundial | Campeonato Mundial | Campeonato Mundial | Campeonato Mundial  |
| Año                | Lugar              | Medalla            | Prueba              |
| ------------------ | ------------------ | ------------------ | ------------------- |
| 2023               | Milán (Italia)     | Medalla de bronce  | Florete por equipos |